# Осада Филиппсбурга (1734)
Осада Филиппсбурга (нем. Belagerung von Philippsburg) — одно из сражений во время Войны за польское наследство. Велась французской армией против войск Священной Римской империи в долине реки Рейн и закончилась капитуляцией крепости.

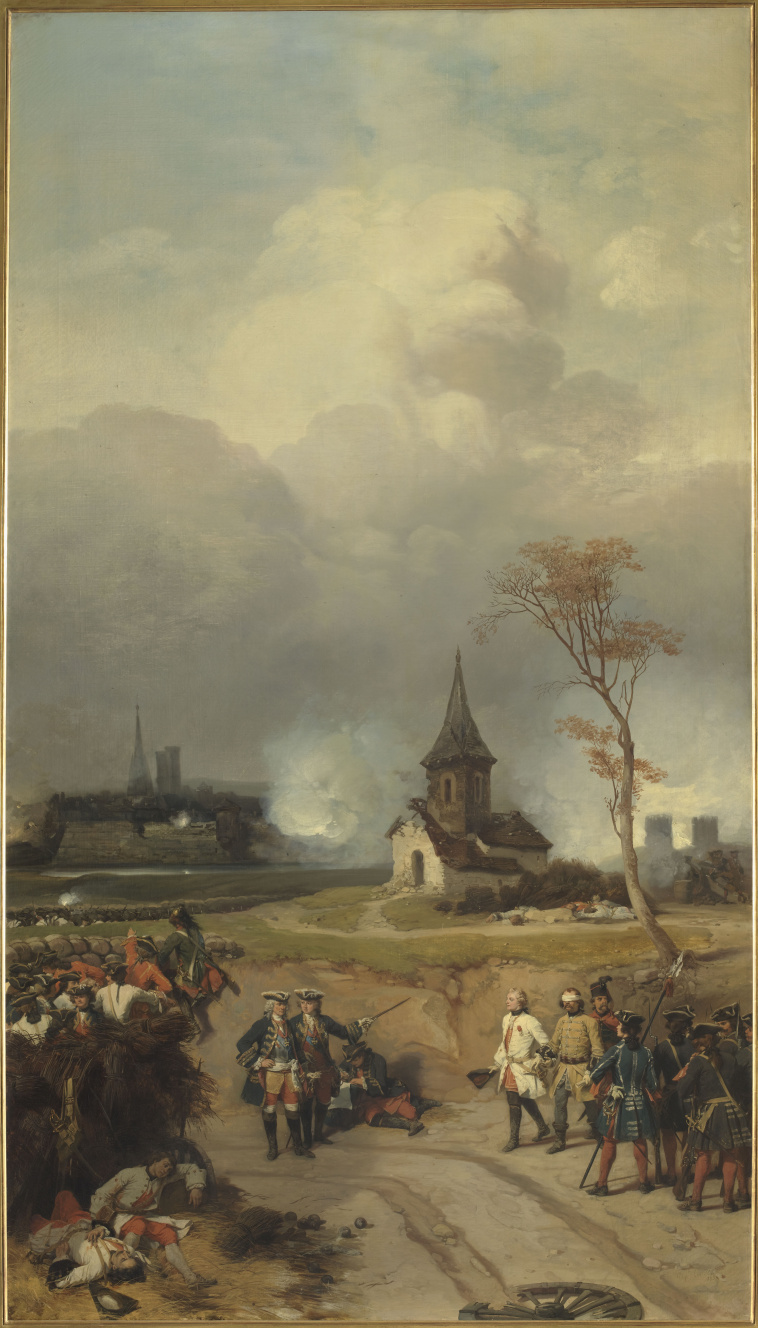
Капитуляция Филиппсбурга (картина Луи Шарля Огюста Кудера, 1838 г.)

С началом войны осенью 1733 года французская армия переправилась через Рейн и осадила Кель под Страсбургом. Хотя она захватила крепость, большая часть армии в декабре была отведена на западный берег Рейна в связи с наступлением зимы. Зимой австрийский фельдмаршал принц Евгений Савойский начал собирать имперские войска в лагере недалеко от Хайльбронна, чтобы противостоять французам. К весне 1734 года эти силы все ещё были значительно меньше, чем французские, которые имели около 70 000 человек в полевых условиях.
В декабре 1733 года Готфрид Эрнст фон Вуттгенау был назначен комендантом крепости Филиппсбург. Крепость находилась в запущенном состоянии, рвы были частично засыпаны или обвалились в крайне уязвимых местах. Инженер Герхард Корнелиус фон Вальраве руководил ремонтом и улучшением восточных укреплений крепости, откуда в прошлом производились штурмы. К весне 1734 г. эти приготовления были в основном завершены, хотя в гарнизоне не хватало боеприпасов, опытных артиллеристов и инженеров. Защитники состояли из рот, выделенных от различных имперских полков.
В конце мая 1734 года французы начали окружать крепость Филиппсбург. Всего было переброшено 46 батальонов, из них 14 — на левом берегу Рейна, а остальные — на правом берегу. Одна половина войск на правом берегу была занята осадными работами, другая — защитой осадного лагеря в случае попыток деблокады. 26 мая 12 000 французов начали рыть внешнюю траншею для окружения крепости. Осадные работы под командованием Бервика продолжались до 12 июня, когда он был сражен выстрелом во время осмотра осадных работ. Командование осаждающей армией перешло к генералу Клоду Франсуа Бидаль д’Асфельду.
19 июня Евгений Савойский, выполняя приказ императора, начал движение своей армии, 70 000 человек, к Филиппсбургу с целью снять осаду. 27 июня армия подошла к Брухзалю. В ответ д’Асфельд построил дополнительные понтонные мосты через Рейн и перебросил свою кавалерию через реку, а также перенаправил часть осадного корпуса против войск Савойского. Он также включил кавалерию в кольцо осады, которое тем временем было защищено снаружи земляными валами и рвами перед ними. 5 июля из-за проливных дождей часть французских траншей и минных ходов была затоплена, но это также доставило дополнительные неудобства австрийцам. Евгений Савойский после нескольких безуспешных атак на циркумвалационную линию не смог действовать решительнее и отвел свою армию.
К 17 июля французы довели осадные работы до внутреннего рва крепости, а затем прорвали валы и дошли до цитадели. Так и не получив помощь от Евгения Савойского, Вуттгенау рано утром 18 июля согласился на условия капитуляции.